# 会員
会員（かいいん）とは、会（集団も参照）と称する組織の構成員のことである。これらの代表者（長）を会長または会頭、代表などという。

## 概要
民法上の社員、即ち社団、特に社団法人の構成員（出資者）のことを意味する場合、権利能力なき社団いわゆる任意団体の構成員、会員制のサービスの利用者などを意味することもある。

## 称号としての会員
主に学術機関、学会などでは功労ある会員に対して以下の称号を授与・贈呈することがある。
- 名誉会員
- 有功会員
- 功労会員
- 特別会員

## 美術団体における会員
一部の美術団体が主催する公募展で入賞又は入選を果たすと、同美術団体の会員として推挙される。
美術団体によって会員に続く地位に準会員、会友が存在し、会員として推挙される為には準会員、会友として推挙されないといけない事が大半である。
このような制度が存在するのは、プロとアマチュアの線引きが難しい芸術家に肩書きを与える事で
一定の技量や知識がある事を証明する為だと言われている。